# Ksar Chellala (distrito)
Ksar Chellala é um distrito localizado na província de Tiaret, Argélia.[carece de fontes?] Sua capital é a cidade de mesmo nome.

## Comunas
O distrito está dividido em três comunas:
- Ksar Chellala
- Serghine
- Zmalet El Emir Abdelkader